# Northwest Tributary
De Northwest Tributary is een 18 km lange rivier in de Canadese provincie Newfoundland en Labrador. De rivier bevindt zich in het oosten van het schiereiland Labrador en is een van de belangrijkste zijrivieren van de Sand Hill River.

## Naam
De rivier is niet opgenomen in de Canadian Geographical Names Database en heeft dus geen officiële naam. In de wetenschappelijke literatuur wordt er echter altijd naar verwezen onder de naam Northwest Tributary, hetgeen "noordwestelijke zijrivier" betekent.

## Verloop
De Northwest Tributary begint als uitstroom van de Big Beaver Pond, een relatief groot meer in het oosten van de regio Labrador. Over zijn hele loop gaat de rivier in oostelijke à zuidoostelijke richting, waarbij hij ruwweg parallel stroomt aan de kust van de Table Bay. De Northwest Tributary is in feite een aaneenschakeling van verschillende kleine en grote meren die in verbinding met elkaar staan door korte riviergedeeltes, in die mate dat de meerderheid van de 18 rivierkilometers in feite door meren gemeten afstanden zijn. Als ook de volledige lengte van het bronmeer wordt meegeteld heeft de Northwest Tributary een lengte van 25 km.
Amper anderhalve kilometer na het verlaten van de Big Beaver Pond mondt de Northwest Tributary uit in de Little Beaver Pond. Hij verlaat dat meer langs de oostzijde om amper 200 meter verder in een klein naamloos meertje te stromen. Dat meer staat via een 800 meter lang snelstromend riviergedeelte (genaamd Big Rattle) in verbinding met een tweede naamloos meertje.
Het vierde riviergedeelte is ruim 3 km lang en mondt uit in een groot doch eveneens naamloos meer (7 km²) dat een 4 km lange zijarm in het rivierdal heeft. De Northwest Tributary verlaat het voornoemde meer aan het oostelijke uiteinde van die zijarm en stroomt dan 3 km verder, daarbij opnieuw passerend door drie kleine meertjes, om finaal uit te monden in een vrij groot en vlak bij de kust gelegen naamloos meer (2,7 km²). Dit laatste meer maakt deel uit van de loop van de Sand Hill River en ligt amper een kilometer van de finale monding van die rivier in zee.

### Nederzetting
Zo'n 2 km voor de monding staan een aantal gebouwen. Deze vormden tot midden de 20e eeuw de winternederzetting van Sand Hill, een verlaten plaats bij de monding van de Sand Hill River. De locatie wordt soms nog gebruikt door vissers maar heeft geen permanente inwoners.

## Vissen
De Northwest Tributary wordt jaarlijks door grote groepen trekzalmen gebruikt om naar hun stroomopwaarts gelegen paaigebieden te gaan. Dit is in veel mindere mate het geval in de rest van het stroomgebied van de Sand Hill River. Er werd historisch in beperkte mate ook commercieel naar de trekzalm gevist in de rivier. Ook de Osmerus mordax, een spieringensoort, komt in groten getale paaien in de Northwest Tributary.
Verscheidene andere anadrome vissoorten gebruiken in diezelfde context eveneens de Northwest Tributary, met name de Atlantische zalm, de bronforel, de Amerikaanse paling, de driedoornige stekelbaars en de zuigkarpersoort Catostomus commersonii, zij het niet in opmerkelijke aantallen.
In erg beperkte mate maakt ook de Amerikaanse elft gebruik van de paaigebieden in de bovenloop van de Northwest Tributary. Dit is relevant daar er slechts een beperkt aantal Labradorse rivieren bekend is waar deze soort voorkomt.